# 重返狼群
《重返狼群》是川西女画家李微漪所著的长篇纪实文学作品，记叙了其于2010年在四川若尔盖草原写生时偶然救下一只小狼“格林”，并从精心饲养至野化训练，直至2011年3月将其放归原栖息地的全过程。2015年续作出版，2017年同名电影上映。

## 情节
作者李微漪在草原写生途中，听到了一对刚刚产下狼仔的公狼母狼惨烈死亡的故事，萌发了要寻找六只孤儿狼的想法。在费尽周折终于找到收养幼狼的牧民家时，有五只小狼已经死亡，仅剩的一只也已奄奄一息。作者救活了这支小狼并带回成都，起名“格林”。在城市中饲养了一段时间后，都市的狭窄环境已經無法满足小狼的生活需要，外界压力亦愈发加深，故作者将“格林”带到若尔盖草原上其朋友所经营的一个獒场生活。小狼在屡次死里逃生后终于适应了这一环境，与藏獒和睦相处。几个月后，作者决定将“格林”放归自然，带小狼深入若尔盖草原寻找狼群，在多次磨难后，小狼“格林”终于为狼群所接受，作者成功让其重返自然。

## 写作背景
作者李微漪称，自己的经历与该书的撰写一定程度受到2004年出版的《狼图腾》一书的影响，并认为“《重返狼群》就像是《狼图腾》跨越8年的一个回忆，一个回声”，“没有《狼图腾》的鼓舞，也不会有《重返狼群》的动力”。该书的出版方也表示，“该作品一定程度上堪称《狼图腾》的后续”。

## 续作
2015年《重返狼群》第二部出版，记述了小狼“格林”重返狼群两年后，李微漪重回四川若尔盖草原探访、最终见到“格林”的故事。

## 评价及反响
作家张抗抗认为，此书具有“不可复制性”，其最打动人的地方是“充满着母性的温情”，并有以下评论：
“爱”和“自由”都是这个故事的主题，但彼此又是对立的，很多时候爱是一个牢笼。李微漪对小狼格林的爱却是一种付出，让格林重返狼群，给它真正的自由。
有文献认为，作者克服诸多困难将小狼放归自然，表现出“对狼性的尊重，对自由平等的追求和对生命的敬重”，并阐释了人类对生命尊严的敬畏，体现出“人与自然的和谐才是科学发展的真谛”。
该书出版三个月销量突破20万册，跻身文学类图书排行榜前三甲，目前已售出台湾中文繁体版和越南语版权。
2020年，“若尔盖狼生态保护监测站”在四川省阿坝藏族自治州若尔盖县成立。

## 影视
中国电影集团公司于2012年以等同于《狼图腾》的100万元购得《重返狼群》一书的影视版权，前者的同名电影已于2012年由法国导演让·雅克·阿诺执导开机拍摄。然而作者李微漪表示，电影的拍摄难度很大，同时演员的选择也很困难。
2017年6月，同名电影《重返·狼群》在中国内地影院上映，讲述了小狼“格林”的城市生活、李微漪带领其重返狼群的故事。该影片获得了“金熊猫”国际纪录片节自然类的“最佳亚洲制作奖”等奖项。
2021年优酷上线纪实短剧《重返狼群——10周年纪念版》，完整讲述了李微漪2010年收养、训练，2011年让“格林”回归狼群，2013年李微漪故地重游探访“格林"的故事。

## 扩展阅读
- 狼
- 狼图腾

### 图书
- 豆瓣读书上《重返狼群》的資料 （简体中文）
- 豆瓣读书上《重返狼群（第二部）》的資料 （简体中文）

### 影视
- 重返狼群电影（2017）介绍（豆瓣） （页面存档备份，存于）
- 电影观看地址（1905电影网） （页面存档备份，存于）
- 重返狼群10周年纪实短剧(2021)介绍（豆瓣）
- 短剧观看地址（优酷） （页面存档备份，存于）
- 短剧观看地址（YouTube） （页面存档备份，存于）